# Sparz
Sparz ist ein Gemeindeteil der Großen Kreisstadt Traunstein im oberbayerischen Landkreis Traunstein und zählt zu den wenigen amtlich benannten Gemeindeteilen Traunsteins, die auch vor 1972 Teil der Stadt waren. Die amtliche topographische Angabe für den Ort lautet Anstalt.

## Geographie
Sparz liegt rechts und oberhalb der Traun östlich des Hauptorts Traunstein auf einer Höhe von ca. 623 m ü. NN. Der Ort ist heute unbewohnt.

## Geschichte
Im Mittelalter gehörte Sparz zur Hauptmannschaft Berg im Amt Kammer des Landgerichts Traunstein. Mit dem Gemeindeedikt 1818 kam der Ort zur Stadtgemeinde Traunstein. Damals existierte in Sparz nur ein selbsteigenes Ökonomiegut mit einer Größe von ½ Hoffuß und die Kirche St. Salvator und Joseph, eine Filialkirche der Pfarrkirche St. Oswald.
Im Jahre 1895 zog die Mädchenschule der Englischen Fräulein, die heutige Maria-Ward-Mädchenrealschule vom ehemaligen Kapuzinerkloster Traunstein nach Sparz.

## Baudenkmäler
Viele der Bauwerke in Sparz sind denkmalgeschützt:
- 14 Kreuzwegstationen, 1896 gestiftet; am Weg zur Sparz-Kapelle
- Kapelle St. Salvator und Joseph, Dreikonchenbau, erbaut 1712–16, Verlängerung und Westturm um 1823; mit Ausstattung
- Ehem. Benefiziatenhaus, zweigeschossiger Bau mit Ecklisenen und Zeltdach, Mitte 19. Jh
- Maria-Ward-Mädchenrealschule, lang gestreckter, dreigeschossiger Bau mit Putzgliederung, Kernbau mit Eingangs- und Treppenrisalit von 1895, östlicher Erweiterungsbau mit Festsaal und Hauskapelle, 1907/08
- Ehem. Ökonomiegut Sparz, Kopfbau des Nordtraktes der Dreiflügelanlage, zweigeschossig mit Putzgliederung und Schopfwalmdach, über der Tür bez. 1744, im Inneren Stuckdecken, Raumdisposition 1984/85 verändert

In der Nähe von Sparz:
- „Peststein“, neugotische Stele mit Inschrifttafel, aufgestellt nach 1859; am Weg von der Hl.-Geist-Brücke nach Sparz
- Bierkeller der Brauerei Schnitzlbaumer, frühes 19. Jh.; darüber Reste des Sommerkellerhauses, 2. Hälfte 19. Jh. (jetzt Brandruine)

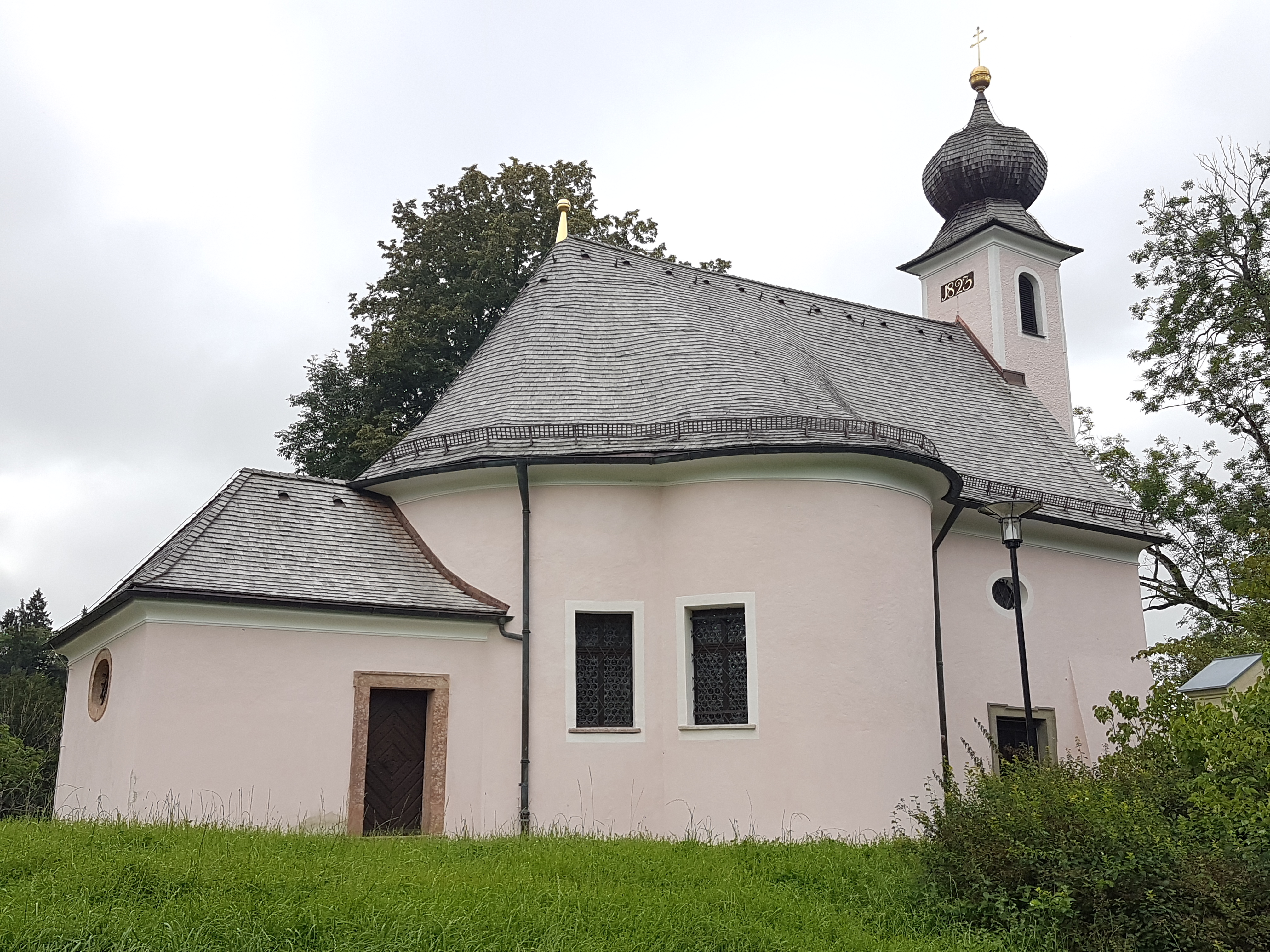
Das Sparzer Kircherl St. Salvator und Joseph
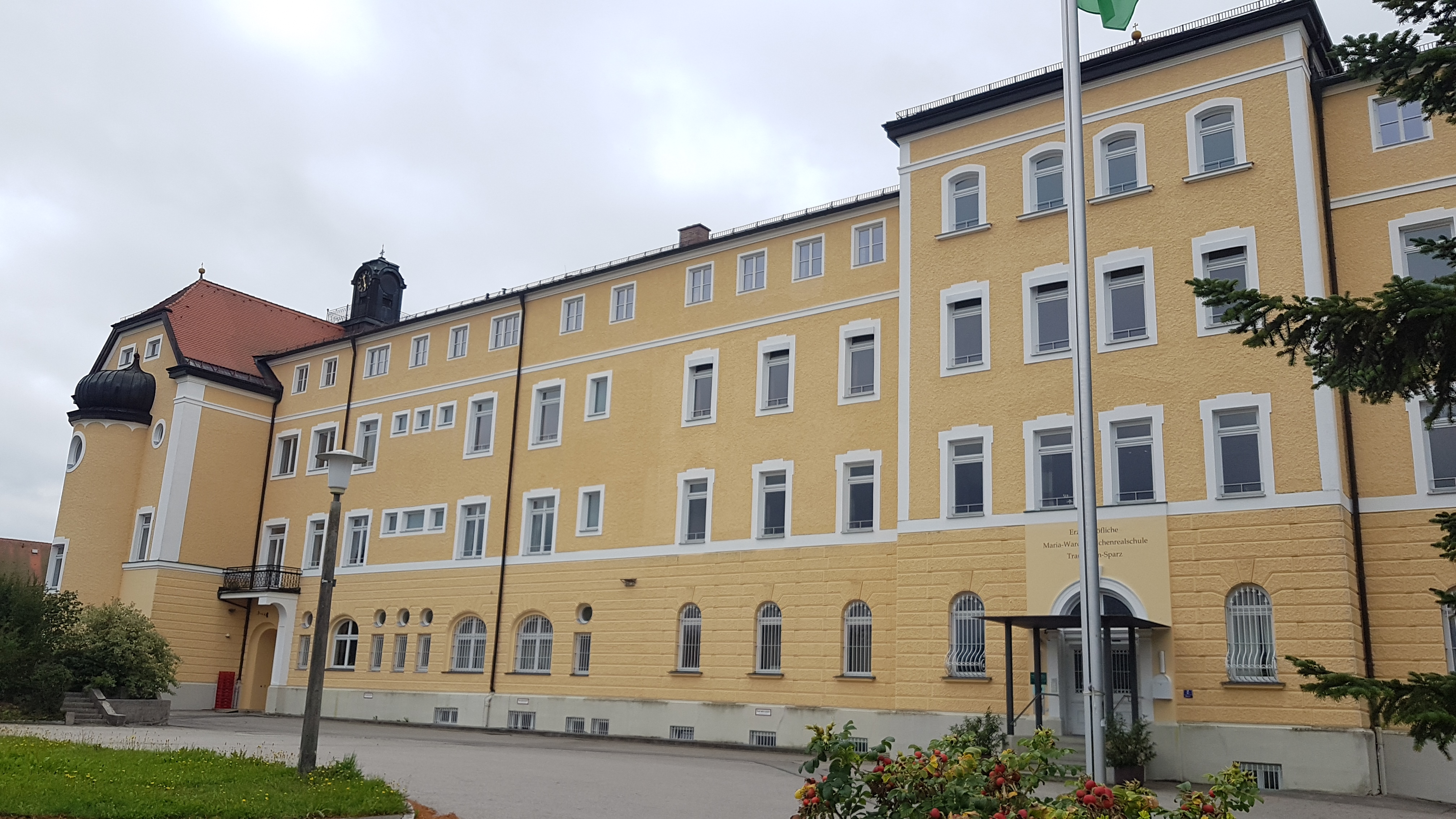
Die Erzbischöfliche Maria-Ward-Mädchenrealschule Traunstein-Sparz
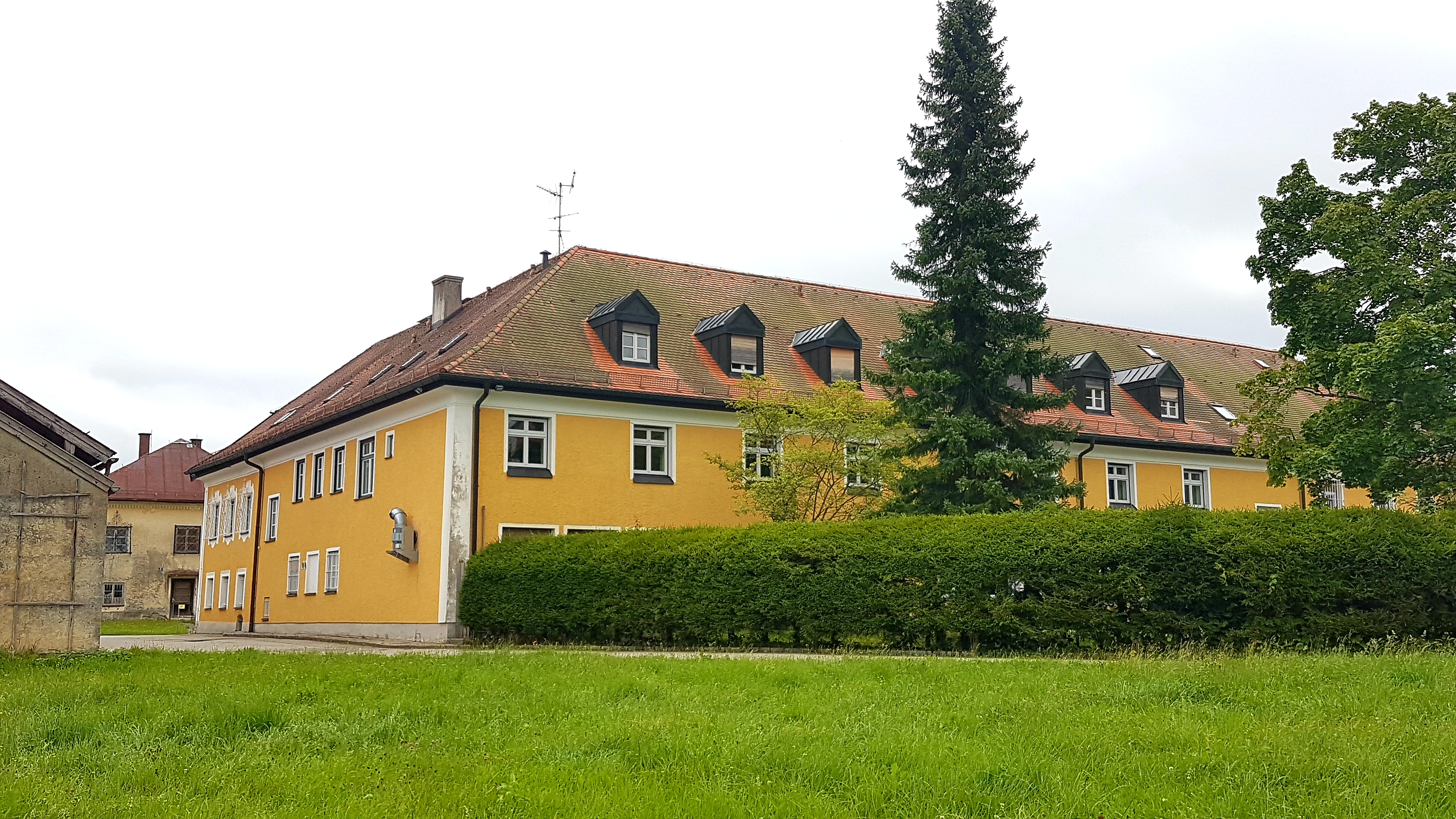
Das ehemalige Ökonomiegut Sparz
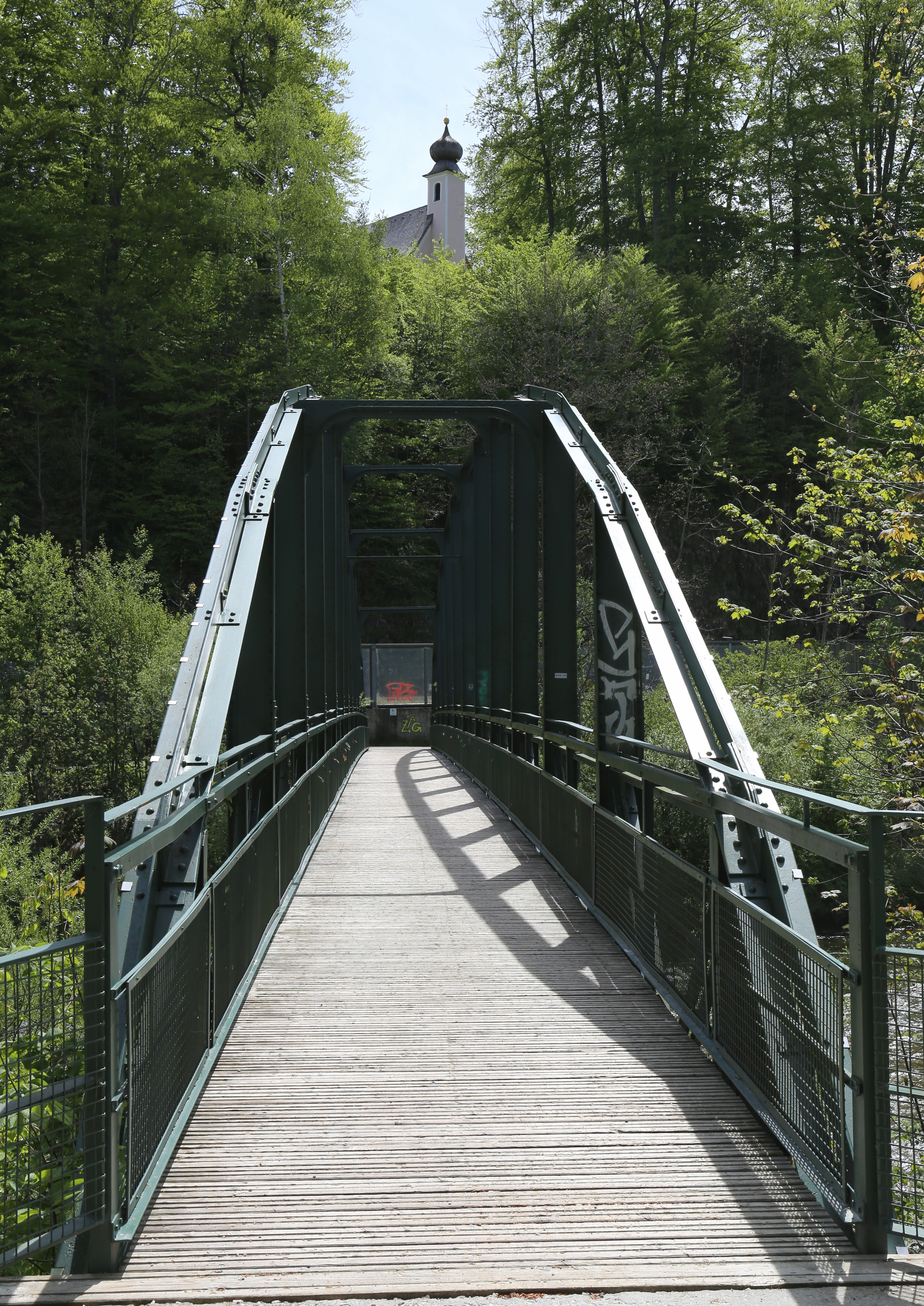
Der Sparzer Steg über die Traun mit Blick auf das Sparzer Kircherl